# Cneo Fulvio Centumalo
Cneo o Gneo Fulvio Centumalo  fue cónsul en el año 229 a. C. con Lucio Postumio Albino.

## Carrera política
Condujo la guerra con su colega en Iliria durante las guerras ilíricas. Se encontraron sin ninguna oposición efectiva, y después de que las tropas de la reina de Iliria, Teuta de Iliria, fueron totalmente dispersas, y ella misma se hubo retirado con unos pocos seguidores a una ciudad fortificada, llamada Rhizon (Risan), Centumalo regresó a Roma con la mayor parte de la flota y las fuerzas de tierra, dejando detrás a su colega Albino con cuarenta naves.
Centumalo triunfó en el año siguiente, la primera vez que un triunfo se celebró sobre los ilirios.